# Šarur
Šarur, dobesedno "razbijalec tisočev", je orožje in simbol mezopotamskega boga Ninurte/Ningirsuja. Sumerski mitski viri ga opisujejo kot  čaroben govoreč kij. Kij bi lahko bil predhodnik podobnih predmetov iz drugih mitologij, na primer o kralju Arturju.

## Vloga in čarobne moči v mitologiji
Šarur je igral pomembno vlogo v dogodku, v katerem je Ninurta z njim porazil pošastnega demona Asaga. Šarur je imel moč leteti na velike razdalje in hkrati komunicirati s svojim lastnikom.  Njegova moč je  najbolj celovito opisana v epu Lugal-e, v katerem ni samo orožje. Junaku prinaša ključne informacije, deluje kot Ninurtov odposlanec pri bogu Enkiju in Ninurto seznanja z Enkijevijevo voljo, vključno z ukazom, naj ubije  arhitekta Kura, prvobitnega boga kačo, ki so ga častili v Babilonu, in strategijo za zmago nad Asagom. Kur je bil povezan z gorami in prvinskimi elementi.
Razen tega, da je lahko letel in komuniciral z lastnikom, se je lahko tudi spremenil v krilatega leva, ki je pogost motiv v sumerskem in akadskem izročilu.

## Sklica
1. ↑   Black, J.A., G. Cunningham, E. Robson, G. Zolyomi (1998). "Ninurta's exploits: a cir-sud (?) to Ninurta". The Electronic Text Corpus of Sumerian Literature. Oxford.
2. ↑  "Sharur". Article90.learningthroughstories.net. 6. oktober 2011. Arhivirano iz izvirnika 16. julija 2011. Pridobljeno 7. julija 2012.